# أي. لي مارتينيز
أي. لي مارتينيز (بالإنجليزية: A. Lee Martinez) (12 يناير 1973، إل باسو في الولايات المتحدة)؛ كاتِب ومؤلِّف وروائي أمريكي.

## روابط خارجية
- أي. لي مارتينيز على موقع ميوزك برينز (الإنجليزية)